# James Frawley
James Joseph Frawley (n. 29 septembrie 1936, Houston, Texas, SUA – d. 22 ianuarie 2019, Indian Wells, California, SUA) a fost un actor și regizor american. A fost membru al organizației Actors Studio încă din 1961. El este cunoscut îndeosebi ca regizor al filmului Muppets la Hollywood (1979) și al serialului de televiziune The Monkees.

## Carieră
Frawley s-a născut în orașul Houston din Texas și a avut o carieră actoricească de scurtă durată, apărând în roluri secundare în filme și producții de televiziune din 1963 până în 1966. O apariție memorabilă a fost rolul procurorului districtual hawaian Alvarez din episodul„The Case of the Feather Cloak” (1965) al serialului Perry Mason. În 1966 a fost angajat ca regizor al noului serial The Monkees și a ajuns să regizeze jumătate din cele 58 de episoade ale serialului.
A început o carieră de regizor, care s-a întins pe durata a peste patru decenii. A regizat numeroase episoade ale unor seriale de televiziune precum Cagney & Lacey⁠(d), Smallville, Ghost Whisperer și Judging Amy⁠(d). A regizat ocazional filme de cinema și de televiziune, în special Muppets la Hollywood (1979), în care a avut și o apariție cameo. Ultima sa apariție ca actor a fost în rolul unui barman din serialul TV American Gothic în 1996.
A câștigat premiul Primetime Emmy pentru cea mai bună regie a unui serial de comedie în 1967 pentru episodul „Royal Flush” al serialului The Monkees și a fost nominalizat la același premiu în anul următor pentru un alt episod al serialului THe Monkees, „The Devil and Peter Tork”.
Frawley a murit în urma unui atac de cord suferit în locuința sa din Indian Wells (California) pe 22 ianuarie 2019, la vârsta de 82 de ani.

## Filmografie

### Regizor
- The Monkees (1966–1968)
- That Girl⁠(d) (1967–1968)
- The Christian Licorice Store⁠(d) (1971)
- Kid Blue⁠(d)  (1973)
- The Big Bus⁠(d) (1976)
- Columbo (1977–1978, 1989)
- The Eddie Capra Mysteries⁠(d) (1978–1979)
- Muppets la Hollywood (1979)
- The Great American Traffic Jam⁠(d) (1980)
- Magnum, P.I.⁠(d) (1982–1984)
- Scarecrow and Mrs. King⁠(d) (1983–1985)
- Cagney & Lacey⁠(d) (1984–1988)
- Fraternity Vacation⁠(d) (1985)
- Misterele părintelui Dowling (1990–1991)
- Law & Order⁠(d) (1992–1993)
- Picket Fences⁠(d) (1994–1995)
- Chicago Hope⁠(d) (1994–1996)
- Ally McBeal (1997) - episodul pilot
- On the 2nd Day of Christmas⁠(d) (1997)
- Sins of the Mind⁠(d) (1997)
- Vengeance Unlimited⁠(d) (1998–1999)
- The Three Stooges (2000)
- Mesaje de dincolo (2005–2006)
- Smallville (2001)
- Judging Amy⁠(d) (1999–2005)
- Notes from the Underbelly⁠(d) (2007)
- Dirty Sexy Money⁠(d) (2007)
- Anatomia lui Grey (2007–2009)
- Private Practice (2008–2009)

### Actor
- Greenwich Village Story⁠(d) (1963) - Norman
- Ladybug Ladybug⁠(d) (1963) - șofer de camion
- The Troublemaker (1964) - Sal Kelly / Sol Kelly / judecătorul Kelly
- The Man from U.N.C.L.E.⁠(d) (1964-1966, 2 episoade) - Max / lt. Manuera
- La Limita Imposibilului (1963 episodul „The Galaxy Being” – Polițist; 1964, episod: „The Inheritors⁠(d)”) - soldatul Robert Renaldo
- Gunsmoke⁠(d) (1964, episodul S10E7: „Help Me Kitty”) - banditul Furnas
- The Dick Van Dyke Show⁠(d) (1965, episod: „Fifty-Two, Forty-Five or Work”) - Joe Galardi
- McHale's Navy⁠(d) (1966, 2 episoade) - sergentul german / subofițerul german
- The Monkees (1966-1968, 12 episoade) - voce de la telefon / dl Schneider / Rudy Bayshore (voce)
- Wild Wild Winter⁠(d) (1966) - Stone
- Hogan's Heroes (1966, episod: „The Great Impersonation”) - căpitan al Gestapo-ului
- My Favorite Martian (1966, episod: „Doggone Martin”) - dl Frisby
- Blue Light (1966, episod: „Field of Dishonor”) - Ehrlich
- I Spy (1966, episod: „It's All Done with Mirrors”) - Greenburg
- Tracks (1976) - pasager din tren
- Muppets la Hollywood (1979) - chelner